# Внутренняя косая мышца живота
Внутренняя косая мышца живота (лат. musculus obliquus internus abdominis) плоская, представляющая собой широкую мышечно-сухожильную пластинку, которая располагается непосредственно под наружной косой мышцей живота, составляя второй мышечный слой брюшной стенки. Мышца начинается мышечными пучками на промежуточной линии подвздошного гребня, пояснично-грудной фасции и латеральной половине паховой связки. Веерообразно расходясь, мышечные пучки прикрепляются к наружной поверхности хрящей нижних рёбер, а также вплетаются широким сухожилием в белую линию живота.

## Функция
При одностороннем сокращении поворачивает туловище в свою сторону (вместе с наружной косой мышцей живота противоположной стороны). При двустороннем сокращении мышцы тянут грудную клетку вниз, сгибают позвоночник, при фиксированной грудной клетке поднимают таз.

## Иннервация
Межрёберные нервы (Th6-Th12), подвздошно-подчревный нерв (Th12-L1), подвздошно-паховый нерв (L1).

## Кровоснабжение
Задние межрёберные, верхняя и нижняя надчревные, мышечно-диафрагмальная артерии